# 李鎮楠
李鎮楠（1953年1月6日—），台灣政治人物，曾任民主進步黨籍立法委員。2008年於桃園縣第一選舉區尋求連任失利，敗給同為立委的陳根德，敗選後淡出政壇，多從事輔選工作。其妻林俐玲，已連任四屆合併升格前後的桃園縣市議員。長子李宗豪為第三屆桃園市議會議員。

## 生平
時任立委的杜文卿於2005年12月搭機返國時超帶香煙並咆哮機場海關人員，李鎮楠連同盧博基、郭榮宗、張花冠、陳朝龍等六位民進黨時任立委藉由此事連番上場砲轟關稅總局聲援杜文卿因而引發爭議。
2007年4月18日、維吉尼亞理工大學槍擊事件發生後的兩天，李鎮楠和同為民進黨的時任立法委員林國慶在無預警的狀況下帶著大批人員到臺大校園模擬挾持學生的演練。因為當時正值大學段考時間，除了造成警方虛驚一場以外、學生作息也受到打擾。事後外界一陣撻伐、批評李鎮楠的行為是作秀。民進黨團在事件第二天召開記者會道歉，但李鎮楠卻堅持自己出於一片好意、並拒絕承認錯誤。

## 外部連結
- 立法院 （页面存档备份，存于）